# 거제 바람의 언덕
거제 바람의 언덕은 경상남도 거제시 남부면 갈곶리 도장포마을에 있는 언덕이자 관광지이다.

## 소개
거제시에서 남쪽으로 남부면 갈곶리 도장포마을에 있는 언덕으로 도장포 유람선선착장에서 북쪽으로 있으며 남해안과 접해있는 민둥산 형태의 언덕이다. 원래는 '띠밭늘' 이라고 불렸는데 이 곳이 시조과의 야생식물인 띠가 자란다고 하여서 불렸다가 바다와 접하여 바람이 분다는 언덕이라고 하여서 바람의 언덕이라고 불리고 있다.
북쪽과 서쪽, 동쪽으로는 남해안과 접하고 남쪽으로는 풍차와 거제 도장포마을이 있고 거제 해금강으로 가는 유람선선착장이 있다. 풍차는 2009년에 네덜란드풍의 풍차를 축조하여 완공하였으며 이 언덕의 랜드마크로 뽑히고 있다.
건너편에 신선들이 유랑을 하였다는 거제 신선대가 있고 바다 건너로 거제 해금강과 외도가 접해있다.

## 특징
남해안의 푸른바다와 접하여 날이 좋으면 멀리 산봉우리까지 보이는 수준의 경치를 자랑하며 바람이 불때면 풍차가 자동으로 돌아가게 되어서 분위기를 더해준다.

## 같이 보기
- 거제 해금강
- 외도
- 도장포항
- 거제 신선대